# Festival international Albert-Roussel
Le Festival international Albert-Roussel, créé en 1997 par le ténor Damien Top afin de lutter contre la désertification culturelle en milieu rural, se déroule tous les ans en région Nord-Pas-de-Calais et en Belgique en septembre-octobre. La programmation est axée principalement sur la musique française du XXe siècle et sur la création contemporaine.